# Levi Strauss & Co.
Levi Strauss & Company (zkratkou LS & CO) je soukromá oděvní firma, sídlící v San Franciscu ve Spojených státech. Společnost je známá především díky své značce džín Levi's. V současnosti je jednou z největších módních značek na světě – své prodejny má ve více než 110 zemích. Tuto firmu tvoří společnosti Levi's, Dockers, Signature by Levi Strauss & Co. a dENiZEN.

## Historie

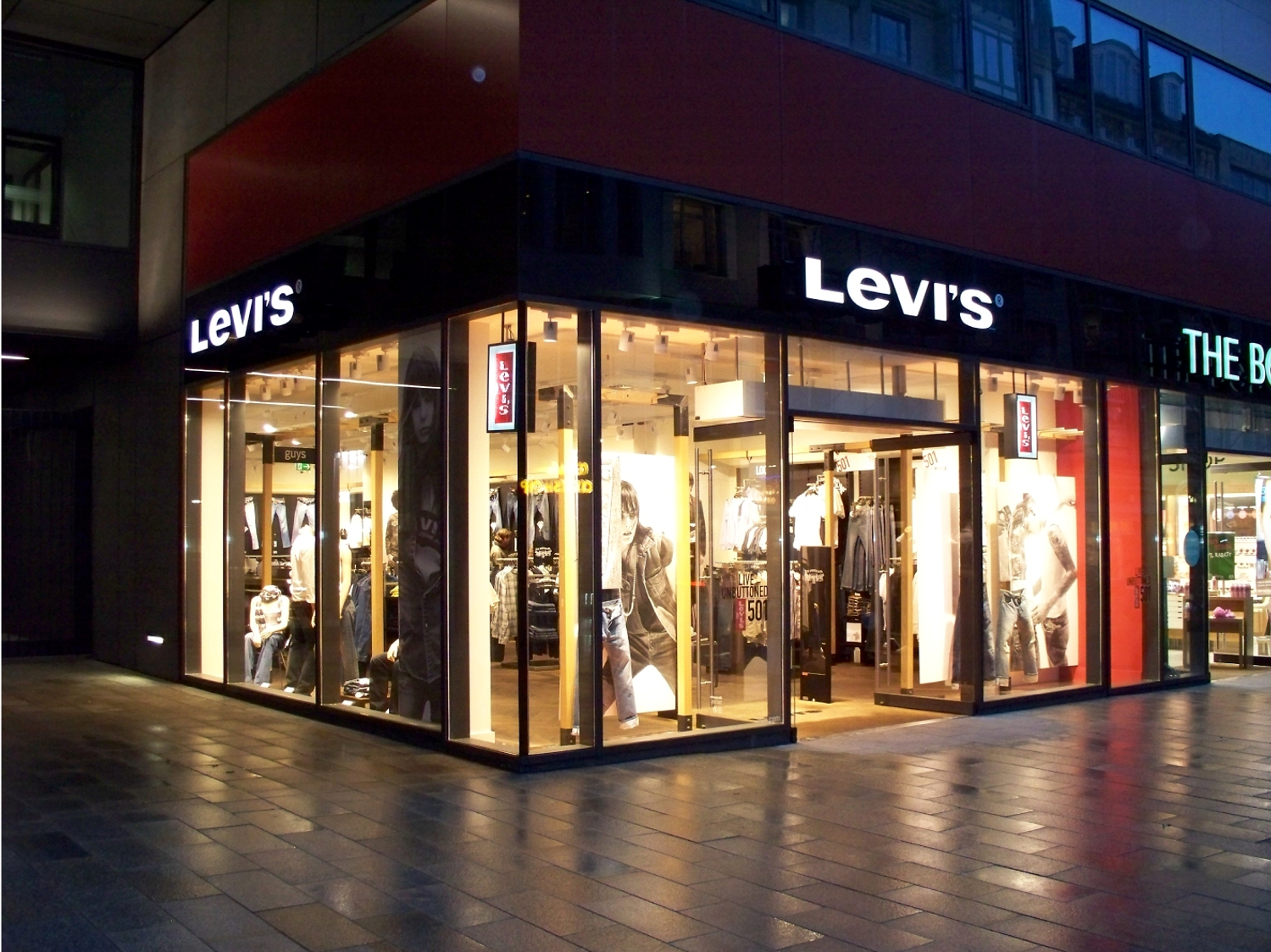
Prodejna Levi's v Lipsku

Firma byla založena v roce 1853 v San Franciscu německo-židovským imigrantem Levi Straussem. Původně se firma zabývala výrobou hrubého plátna na pokrytí stanů a vozů. Později se však ukázalo, že tento stejný materiál by se spíš hodil pro rolníky a zlatokopy, kteří pracovali v těžkých podmínkách. Začaly se tedy vyrábět kalhoty z látky, dovážené z Francie – serge de nimes. A právě z tohoto názvu se dnes stal nejpopulárnější materiál na kalhoty – denim.

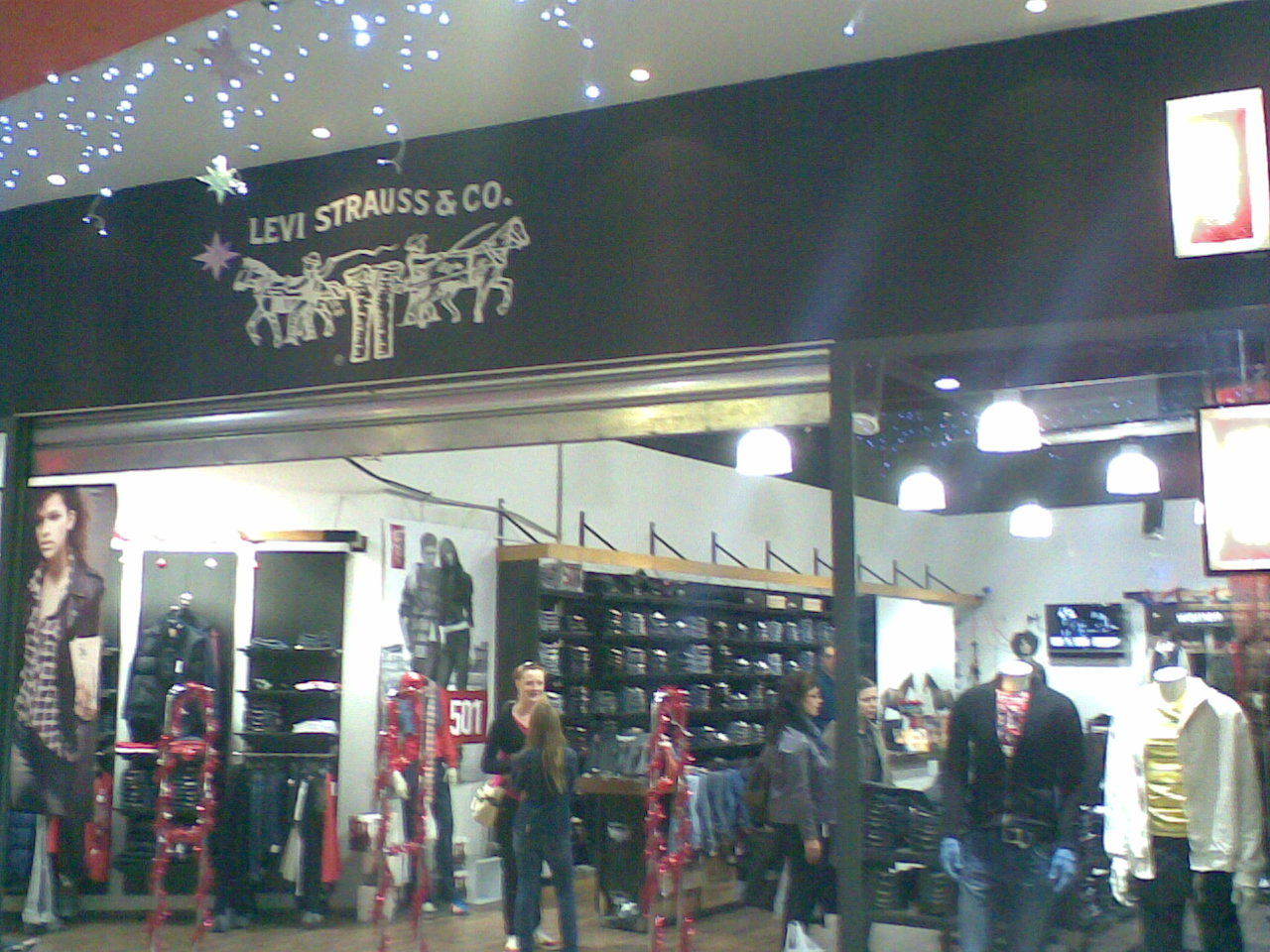
Levi's v OD FUTURUM, v Ostravě

V roce 1872 kontaktoval Leviho známý nevadský krejčí Jacob Davis, který byl Straussovým stálým zákazníkem. V dopise uvedl nápad, jak se vyhnout problému krátké životnosti kapes, které byly pro práci nejen horníků a zlatokopů nezbytné. Vrchní rohy kapes se tedy začaly spojovat nýtky a přidal se také kapsový stehový design. Davisovy finanční prostředky však nestačily na patentování. Levi tedy zaplatil papírování a s patentem vyšli společně. Patent byl uznán oběma mužům 20. května 1873. Toto datum se dodnes považuje za zrození džín.
Koncem 19. století již šedesátiletý Levi přestával vkládat všechnu energii práci a svěřil ji částečně svým synovcům. Začal se věnovat nejen textilnímu průmyslu. Byl mj. ředitelem Nevadské banky, Liverpoolské a Londýnské pojišťovací společnosti apod.
22. září 1902 si Levi začal stěžovat na zdraví, ale už 26. se cítil natolik dobře, že se zúčastnil rodinné večeře. Následující noc se mu stala osudnou. Jeho poslední slova byla: „Cítím se tak příjemně, jak za takovýchto okolností můžu". Poté v klidu zemřel.
Novým ředitelem firmy je Robert Haas s rodinou, který dále pokračuje v práci Leviho Strausse a Jacoba Davise.